# أبريل فيري
أبريل فيري (بالإنجليزية: April Ferry)‏ (1932- 2024 م) هي مصممة أزياء تقليدية وممثلة أمريكية، ولدت في 31 أكتوبر 1932 في كارولاينا الشمالية في الولايات المتحدة. من الجوائز التي نالتها جائزة إيمي. توفيت في 11 يناير 2024.

## جوائز وترشيحات
جوائز
- جائزة إيمي

ترشيحات
- جائزة الأوسكار لأفضل تصميم أزياء

## وصلات خارجية
- أبريل فيري على موقع IMDb (الإنجليزية)
- أبريل فيري على موقع ألو سيني (الفرنسية)
- أبريل فيري على موقع أول موفي (الإنجليزية)
- أبريل فيري على موقع قاعدة بيانات الأفلام السويدية (السويدية)
- أبريل فيري على موقع قاعدة بيانات الفيلم (الإنجليزية)
- أبريل فيري على موقع كينوبويسك (الروسية)